# I Congresso Nacional de Arquitectura

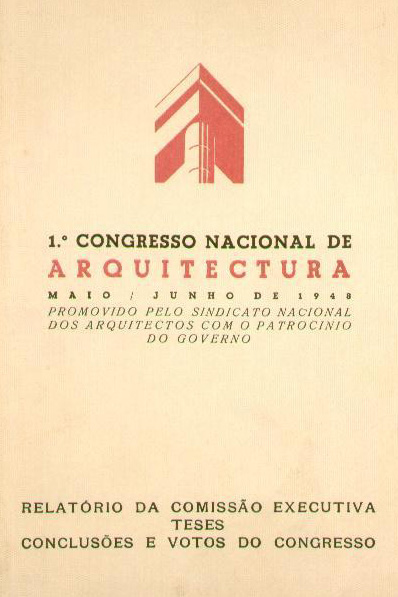
I Congresso Nacional de Arquitetura

O I Congresso Nacional de Arquitectura foi um congresso de arquitectos portugueses realizado em Maio-Junho de 1948.
Organizado pelo Sindicato Nacional dos Arquitectos e com o apoio oficial, o congresso decorreu na Sociedade Nacional de Belas Artes, Lisboa, de 28 de Maio a 4 de Junho de 1948. Tinha como temas programados: "A arquitetura no plano nacional" e "O problema português da habitação". A comissão executiva incluía, como Presidente, Cottinelli Telmo; Secretário Geral, Paulo de Carvalho Cunha; Tesoureiro, João Faria da Costa; 1.º Vogal, Pardal Monteiro; 2.º Vogal, Miguel Jacobetty Rosa.
Contando com uma larga participação de arquitetos e estudantes de arquitectura, o congresso acabaria por dar voz a uma nova geração, socialmente comprometida, culturalmente consciente. Os debates foram animados por três figuras marcantes do primeiro modernismo nacional: Cottinelli Telmo, Pardal Monteiro e Carlos Ramos. Também tiveram voz activa membros do I.C.A.T. (Iniciativas Culturais de Arte e Técnica), de Lisboa, e do O.D.A.M. (Organização de Arquitectos Modernos), do Porto, sendo de destacar as participações de  Keil do Amaral, Miguel Jacobetty Rosa, Viana de Lima e Arménio Losa, pertencentes à segunda geração do modernismo nacional, a par de outros, um pouco mais jovens, como Huertas Lobo, Castro Rodrigues, Conceição Silva ou Cândido Palma de Melo.
O Congresso representou "uma vitória incontestável da classe, na medida em que, pela primeira vez, os arquitectos se reúnem para discutir livremente ideias e afirmar convictamente a necessidade de fazer Arquitectura moderna no quadro de uma nova consciência profissional"
Os debates e as resoluções do Congresso, reivindicando o racionalismo da Carta de Atenas, exerceram uma influência profunda na produção arquitectónica das décadas seguintes, representando um corte e contestação à arquitectura de carácter tradicionalista fomentada pelo Estado Novo.